# ضريح أغا نور الدين عراقي
ضريح أغا نور الدين عراقي (بالفارسية: آرامگاه آقا نورالدین عراقی) هو ضريح تاريخي يعود إلى الدولة البهلوية، ويقع في أراك.